# Sahle-Work Zewde
Sahle-Work Zewde (în limba amharică:ሳህለወርቅ ዘውዴ, n. 21 februarie 1950, Addis Abeba, Imperiul Etiopian) este o politiciană și diplomată etiopiană, al patrulea președinte al Republicii Democrate Federale a Etiopiei, și prima femeie in acest post, aleasă în unanimitate la 25 octombrie 2018 de către Adunarea parlamentară federală a Etiopiei. Ea este cea dintâi femeie șefă de stat în Etiopia, de la împărăteasa regentă Zawditu (d.1930) încoace. 
De asemenea, în 2021, era una din cele două femei șef de stat în Africa, alături de Samia Suluhu Hassan din Tanzania. 
Sahle-Work Zewde a îndeplinit în trecut numeroase funcții diplomatice, între care, reprezentanta secretarului general al O.N.U pe lângă Uniunea Africană, funcție echivalentă cu cea de subsecretar general al O.N.U.  

## Biografia

### Copilărie și tinerețe
Sahle-Work s-a născut în 1950 la Addis Abeba, ca fiica cea mare dintre patru fiice ale unui ofițer superior în armata imperială etiopiană, fiind de origine etnică amhara și oromo. 
A învățat la liceul Guebre Myriam din Addis Abeba, apoi a stat în Franța vreme de nouă ani, timp în care, între altele, a studiat științele naturii la Universitatea din Montpellier din Franța.
În 1980 a terminat licența în pedagogie la Universitatea Jimma.

### Cariera ca pedagog și diplomată
În 1983 a devenit directoare de școală elementară, iar apoi directoare de liceu. În 1984 a terminat studiile de masterat in pedagogie la Universitatea din Addis Abeba.   
În 1989-1994 a predat la Universitatea Jimma, si in paralel, în anii 1989-1993 - sub regimul dictatorial marxist-leninist și apoi, sub guvernul de tranziție de după războiul civil, ea a fost ambasadoarea țării sale în Senegal, inclusiv ambasadoare nerezidentă în Mali, Gambia, Capul Verde, Guinea-Bissau  și Guineea Ecuatorială).Ea era a doua ambasadoare femeie din istoria Etiopiei, după Yodit Emiru. În 1993-2002 a fost ambasadoarea Etiopiei  în Djibuti și reprezentanta permanentă a Etiopiei în Autoritatea interguvernamentală pentru Dezvoltare, organizație din care fac parte opt state africane care au încheiat între ele acorduri comerciale. 
În 1994-1997 a fost profesoară la Universitatea din Addis Abeba. În 1998-2003 a fost directoare adjunctă a Colegiului Pedagogic din Addis Abeba, iar in 2003-2005 directoarea acestuia. În 2005 a fost președinta Asociației profesorilor din Etiopia.
Ulterior, ea a fost  reprezentanta permanenta a Etiopiei la Uniunea Africană si la Comisia Economica a ONU pentru Africa (ECA), ambasadoarea Etiopiei la UNESCO în Franța, iar in 2002-2006 în ambasadoare în Tunisia și Maroc.
Un timp a fost directoare generală pentru relațiile cu Africa în Ministerul de Externe.
Apoi până în 2011 Sahle-Work a fost reprezentanta secretarului general al ONU, Ban Ki-moon și șefa oficiului ONU pentru construirea integrată a păcii în Republica Africa Centrală.
După 2011 a fost director general al Oficiului ONU la Nairobi, funcție echivalentă cu cea de subsecretar general al ONU. În 2018 noul secretar general al ONU, António Guterres a numit-o reprezentant al său pe lângă Uniunea Africană.
În același an, în urma demisiei președintelui Etiopiei, Mulato Teshume, Sahle-Work a fost aleasă de parlament,în unanimitate, președinta Republicii Federale Democrate a Etiopiei.

### Viața privată
Sahle-Work Zewde este mama a doi fii. 
Ea vorbește curent limbile amharică, franceză și engleză. 